# 恵帝 (西晋)
恵帝（けいてい）は、西晋の第2代皇帝。諱は衷。武帝（司馬炎）の次男。母は楊艶。無能な人物として有名であり、後世の史家王夫之からは「歴代の皇帝の中でも匹敵するものがない愚か者で、馬鹿すぎて国を潰した」と評された。その治世には各地の諸王による八王の乱と呼ばれる権力闘争が相次ぎ、恵帝自身もこの乱に翻弄され続け、最終的には政争の中で不審死した。

## 生涯

### 皇太子時代
初代皇帝武帝の次男であったが、兄の司馬軌が夭折したため後継者に早くから指名されていた。泰始3年（267年）1月に皇太子に立てられたが、重臣の間でも司馬衷の資質は危ぶまれており、和嶠は「皇太子は非常に素直な性格ですが、今の世の中には偽りが多く、おそらくは皇帝の責務を果たすことは出来ないでしょう」と武帝に諫言した。また衛瓘は宴会の席において皇帝の椅子を撫でて「この座惜しむべし」と述べ、遠回しに皇太子廃立を勧めた。
咸寧4年（278年）10月、武帝は東宮の官員を集めると、尚書の業務について司馬衷に決裁させ、これをもって太子にふさわしいかどうかの試験とした。だが、司馬衷はこれに答えられなかったので、賈南風は給使張泓に代筆を命じたが、故事を用いれば他人が代筆したとばれるので、学問が苦手な司馬衷でも書けそうな及第点ぎりぎりの内容の文章を作らせた。司馬衷はそれを自分の手で書き直してから武帝に提出し、この回答に満足した武帝は大いに喜び、皇太子廃立は取りやめとなった。同年、側室の謝玖との間に司馬遹を生んだ。司馬遹は幼い頃から頭脳明晰であり、司馬炎から寵愛された。司馬炎が暗愚と言われる司馬衷を後継ぎにした背景には、愛する孫に対する過大な期待もあったと言われている。

### 楊氏の時代
太熙元年（290年）4月、武帝が崩御すると、司馬衷が即位した。
恵帝（司馬衷）は大赦を下して永熙と改元し、皇后楊芷を皇太后に、太子妃賈南風を皇后に立てた。5月、司馬炎を峻陽陵に埋葬した。8月、司馬遹を皇太子に立てた。恵帝が後を継いで以降、楊芷の父である太傅楊駿が朝政を牛耳るようになり、全ての詔は恵帝が批准した後、楊芷が確認してから発布することになった。だが、楊駿は失政を連発して周囲の諫言を聞かなかったので、大いに衆望を失った。また、楊駿は名望高い汝南王司馬亮を警戒し、恵帝に詔を書かせて石鑒と張劭に司馬亮誅殺を命じたが、未遂に終わった。10月、和嶠が謁見すると、賈南風は以前の恨みから、恵帝を介して「卿は以前、朕が家を継ぐに相応しくないと言ったそうだな。今はどう思うか」と詰った。
永平元年（291年）1月、永平と改元した。3月、楊氏を忌み嫌っていた賈南風は殿中中郎孟観・楚王司馬瑋らと政変を起こし、恵帝に詔を作らせて楊駿が謀反を起こしたと宣言させた。この時、楊駿の甥である段広は跪いて恵帝へ「楊駿には後継がいないのに、どうして謀反して帝位を狙う必要がありましょう。どうが今一度考え直してくださいますよう」と懇願したが、恵帝は何も答えられなかった。楊駿とその一族は尽く誅殺され、楊芷は幽閉されて後に殺害された。さらに、楊駿の妻である龐夫人も処刑すべきだとの声が上がると、恵帝は反対したが、群臣が幾度も訴えたので逆らえずに批准した。その一方、楊駿の部下は全員誅殺すべきだという意見は退けている。同月、大赦を下し、元康と改元した。

### 賈氏の時代
その後、恵帝は司馬亮と録尚書事衛瓘に朝政を主管するよう命じた。6月、賈南風は国政掌握を目論み、恵帝に詔を作らせて司馬瑋に司馬亮と衛瓘の逮捕を命じた。司馬瑋が両者を誅殺すると、恵帝は賈南風に強要され、殿中将軍王宮を宮殿外に派遣し、諸将に騶虞幡（停戦を命じる旗）を示して「楚王は偽詔を発した。その指揮下に入ることを禁ずる」と宣言した。これにより、賈南風は全ての罪を司馬瑋に擦り付けて処刑した。さらに、恵帝は衛瓘殺害の実行犯である栄晦一族を誅滅し、司馬亮の爵位を戻して諡号を「文成」と、衛瓘を蘭陵郡公に追封して諡号を「成」とした。これ以降、賈氏一派が朝政を掌握し、特に賈謐・郭彰の権勢は恵帝を凌ぐ程であった。ただ、彼らは政事については張華・裴頠・賈模といった賢臣に全て委ねてたので、この時期国政は大いに安定した。また元康5年（295年）には洪水に見舞われた荊州・揚州・兗州・豫州・青州・徐州に物資を振る舞い、元康8年（298年）には飢饉が発生した雍州の人々に穀物庫を解放する詔を発している。
元康9年（299年）12月、孫であり司馬遹の長子である司馬虨が重病に罹ると、司馬遹は王爵を与えるよう求めたが、恵帝は却下した。賈南風は司馬遹を陥れようと謀り、司馬遹に酒を飲ませて酩酊状態に陥らせ、恵帝と賈皇后を廃するという内容の文章を書かせ、恵帝に提出した。恵帝は群臣を集めると、黄門令董猛に司馬遹が書いたという文章を発表させ、司馬遹へ死を下賜すると宣言した。だが、重臣の張華と裴頠は偽作を疑って頑なに反対したので、恵帝はこれを認めて庶人に落とすのみに留めた。その後賈南風は黄門の一人に、太子と謀反を図ったと嘘の供述をさせて自首させた。恵帝はこの供述を公卿に示すと、東武公司馬澹に命じて兵千人で司馬遹を許昌宮に護送して幽閉させた。この時、恵帝は宮臣へ司馬遹の見送りを禁じたが、多くの官僚が涙を流しながら司馬遹を見送ったという。
永康元年（300年）3月、賈南風は司馬遹を殺害した。4月、趙王司馬倫は側近の孫秀・梁王司馬肜・斉王司馬冏と共に司馬遹の仇を討つ事を大義名分として政変を決行し、恵帝の詔と称して近衛軍を従わせた。華林県令駱休は司馬倫に内応し、恵帝を東堂に招き入れて詔を作らせ、賈謐を呼び寄せて誅殺した。さらに、宮中に兵が乱入して賈南風が捕らえられると、彼女は遠くにいる恵帝に向かって「陛下の妻が廃されようとしております。陛下もすぐに廃位に追い込まれることになりますぞ！」と叫んだという。賈南風を始め賈氏一族は尽く処断され、司馬倫に恨まれていた重臣の張華と裴頠も殺害された。乱が鎮まると、恵帝は司馬倫を相国に任じた。また、司馬遹の位を戻すと共に、尚書和郁と東宮の官員に命じて許昌からその亡骸を迎え入れさせた。また、司馬遹の冤罪を知りながら、保身を図って弁護しなかった王衍を罷免した。5月、司馬遹の子である司馬臧を皇太孫に立てた。6月、司馬遹を顕平陵に葬った。

### 司馬倫の簒奪
司馬倫はひとまずは人心掌握と恵帝の補佐に務めていたが、やがて権力を独占するようになった。しかし、司馬倫は才能に乏しく知略が無かったので、実際には側近の孫秀が百官を動かした。8月、淮南王司馬允（恵帝の弟）は司馬倫の振る舞いに不平を抱き、排斥を目論んで決起したが、失敗して殺害された。同月、大赦が下された。孫秀の意により恵帝が詔を発し、司馬倫に九錫を下賜した。さらに、娘の河東公主は孫秀の子の孫会に嫁いだ。11月、大赦を下し、羊献容を皇后に立てた。
永康2年（301年）1月、司馬倫は帝位簒奪を決行すると、義陽王司馬威を宮殿に派遣して恵帝から皇帝の璽綬を奪い、禅詔（帝位を譲る詔）を書かせた。恵帝は太上皇とされ、金墉城（この時永昌宮と改称された）に幽閉された。なお、皇帝経験者で上皇の称号を贈られたのは、恵帝が最初である。皇太孫司馬臧は廃され、やがて殺された。
3月、三王（斉王司馬冏・成都王司馬穎・河間王司馬顒）が司馬倫討伐を掲げて決起すると、洛陽へ進撃した。4月、洛陽でも左衛将軍王輿らが政変を起こして司馬倫を廃位して、金墉城から恵帝を招き入れた。群臣が頓首して謝罪すると、恵帝は「卿らの過失ではない」と咎めなかった。その後、恵帝は使者を派遣して三王を慰労し、また司馬倫に死を賜ると、司馬威らその一派を誅殺した。司馬倫が処刑されると、恵帝は帝位に復位した。永寧と改元し、大赦を下した。5月、襄陽王司馬尚を皇太孫とした。6月、大赦を下した。恵帝は詔を発して司馬穎の功績を表彰し、大将軍に任じて九錫を下賜する旨を伝えたが、司馬穎は九錫については固辞した。

### 司馬冏の時代
これ以降、司馬冏が輔政の任についたが、彼は自らの府に百官を招いて政務を行い、恵帝の批准を仰がずに事案の決済や官員の任免を行った。6月、司馬冏の兄である東萊王司馬蕤は王輿と共に司馬冏を倒す計画を練ったが、事前に露見して誅殺された。永寧2年（302年）3月、皇太孫司馬尚が死去したため、代わって司馬覃を皇太子に立てた。
12月、長沙王司馬乂が司馬冏討伐の兵を挙げると、宮中に入って恵帝を支配下に置き、司馬冏のいる大司馬府を攻撃して諸々の観閣や千秋門・神武門を焼き討ちさせた。城内では雨のように矢が飛び交い、炎の勢いは天まで届かん程となったので、恵帝は上東門に避難したが、そのすぐ側まで矢が届いたので、近臣は身を挺して守ったという。さらに、百官は消火に励んだが、その過程で次々に命を落とした。戦いは三日間続いたが、最終的に司馬冏は敗れて捕えられた。司馬乂が恵帝の前に司馬冏を差し出すと、恵帝はこれを痛ましく思って助命しようとしたが、司馬乂は近臣を叱責して司馬冏を連れ出した。司馬冏は恵帝の方を振り向いて助けを期待したが、閶闔門外で処刑された。大赦を下し、太安と改元した。

### 司馬穎・司馬顒の時代
太安2年（303年）5月、司馬顒・司馬穎が司馬乂討伐の兵を挙げると、恵帝は詔を発し「司馬顒は独断で大軍を動員し、京都（洛陽）を侵そうとしている。朕は自ら六軍を率いて姦逆の臣を誅殺する。」と述べ、司馬乂に司馬顒・司馬穎の討伐を命じ、自らも軍を率いて洛陽城東から緱氏に入り、司馬穎の将軍牽秀を攻撃して撤退させるなどの活躍を見せた。しかし司馬乂の軍は司馬穎の軍に連戦連勝であったものの、戦闘が長期に渡ったため城内は食糧が欠乏してしまい、洛陽城内にいる東海王司馬越は司馬乂には勝ち目がないと判断して殿中の諸将と共に司馬乂を捕らえ、司馬穎らの軍に引き渡してしまった。これを聞いた恵帝は司馬乂の官を免じて金墉城に幽閉する旨の詔を発し、並びに司馬穎を丞相に任じた。その間に司馬乂は司馬潁の腹心の張方により処刑された。
永安元年（304年）2月、司馬顒の上書により、皇后羊献容・皇太子司馬覃を廃し、司馬穎を皇太弟とした。7月、東海王司馬越が右衛将軍陳眕・上官巳らと共に司馬穎討伐の兵を挙げると、恵帝は自ら軍を率いて親征を行った。司馬穎は配下の石超に防戦を命じ、石超の軍に蕩陰で奇襲を受けた皇帝軍は大敗を喫し、この時恵帝の頬にも三本の矢が当たって顔に傷を負った。百官や侍御は恵帝を見捨てて皆逃走したが、ただ侍中の嵆紹だけは身を挺して恵帝を守った。司馬穎の軍の兵が襲い掛かると嵆紹は乗輿から引きずり出され、恵帝は「忠臣である。殺してはならん！」と叫んだが、兵士たちは「太弟（司馬穎）の命では、犯してはならぬのは、陛下ただ一人としいわれております」と述べ命を無視した。雨の如く降り注ぐ矢により、嵆紹は遂に恵帝のすぐ側で射殺され、血飛沫が服に飛び散った。恵帝はその死を目の当たりにして、深く哀しみ嘆いたという。恵帝は馬車から転げ落ち、この時皇帝の玉璽を紛失したとされる。石超は恵帝の姿を見つけると陣営に連れ帰り、恵帝が飢えと渇きを訴えると、石超は恵帝を軽視していたので、水と季節外れの秋桃を与えたという。司馬穎は盧志を派遣して恵帝を鄴に迎え入れ、側近は血の付いた服を洗おうとしたが、恵帝は「これは嵆侍中の血である。拭き取ってはならん！」と声を荒げたという。同月、建武と改元した。
8月、都督幽州諸軍事王浚と東嬴公司馬騰は司馬穎討伐を掲げて決起すると、司馬穎はこれに連敗したので恵帝を連れて洛陽へ逃走しようと考えた。盧志が恵帝のいる部屋に入ると、恵帝は盧志へ「なぜ散敗したのに、朕の前に来たのか」と尋ねた。盧志は「賊は鄴城から80里の所に迫っており、人士は一朝にして驚き離散しました。太弟（司馬穎）は今、陛下を奉じて洛陽に還りたいと考えております」と応えると、恵帝は「甚だ良し」と答えた。こうして盧志らは恵帝の乗った犢車を御して鄴を出発した。だが、一行は金銭も物資も不充分な状況で出発したので、恵帝は詔を発して宦官が隠し持っていた銭三千を借り受け、道中で食物を得た。夜は恵帝も宦官と同じ布団を使い、食事は瓦盆に盛られるというあり様であった。温県に入ると、恵帝は先祖の陵に赴いたが、この時靴を無くしたので、従者の靴を履いて陵墓に向かって涙ながらに拝礼したという。洛陽を守る張方は子の張羆に兵を与えて一行を迎え入れさせ、恵帝は張方の車に乗って洛陽へ帰還した。張方が恵帝に拝謁しようとすると、恵帝は車を下りてそれを止めさせた。恵帝が宮殿に帰ったと伝わると、四散した百官も次第に集まり始めた。
11月、再び永安と改元した。張方は長安への遷都を目論み、恵帝に宗廟への拝謁を勧めて連れ出そうとしたが、恵帝は拒否した。その為、張方は兵を率いて宮殿に入ると、強引に自らの車に恵帝を乗せようとした。驚いた恵帝は後園の竹林に逃げたが、兵士達は恵帝を連れ出して無理矢理車に乗せた。恵帝は涙ながらに従う他なく、ただ盧志だけが側に侍って慰めた。恵帝は張方に伴われて長安へ移送された。途中、新安を通った時、恵帝は馬から落ちて足をくじいてしまったが、尚書高光は面衣を進呈したので、恵帝は喜んだという。司馬顒は一行を出迎えると、進み出て拝謁しようとしたが、恵帝は車を降りてそれを止めさせた。12月、詔を発し、司馬穎を皇太弟から廃して謹慎を命じ、代わって司馬熾（後の懐帝）を皇太弟に立てた。また、司馬顒を都督中外諸軍事に、張方を中領軍・録尚書事・領京兆尹に任じた。同月、永興と改元した。
永興2年（305年）7月、司馬越は皇帝奪還を掲げて徐州で決起し、東平王司馬楙・王浚・范陽王司馬虓・平昌公司馬模らもまたこれに呼応した。恵帝は密かに劉虔を派遣し、司馬越と司馬楙に正式に官爵を与えた。10月、司馬顒は恵帝の詔を奉じて司馬越らに封国に帰還するよう命じたが、応じなかった。永興3年（306年）5月、司馬越配下の祁弘らは長安を攻略し、恵帝を牛車に乗せて洛陽に帰還した。恵帝は太弟太保梁柳を鎮西将軍に任じ、関中を守らせた。6月、洛陽に帰還して旧殿に戻ると、恵帝は涙を流したという。その後、羊献容を皇后に復位させ、太廟に拝謁した。さらに大赦を下して光熙に改元した。8月、恵帝は南中郎将劉陶に逃亡中の司馬穎逮捕を命じた。9月、頓丘郡太守馮嵩が司馬穎を捕らえて鄴に送還し、翌月に長史劉輿により殺害された。
11月、洛陽の顕陽殿にて、麺餅（穀粉を主体とした軽食類）を食べて食中毒になり、48歳で崩御した。司馬越が毒殺したともいわれる。遺体は太陽陵に埋葬された。八王の乱は恵帝の死の翌月、司馬越が恵帝の異母弟の司馬熾を新帝として擁立する事で収拾されたが、もはや西晋の衰亡はとめようもなく、建興4年（316年）に滅亡した。恵帝の死から僅か10年後であった。

## 人物・逸話

### 逸話と評価
司馬衷の暗愚さを示す逸話は正史である『晋書』にもいくつか残されている。
- 司馬遹が諸皇子と共に殿上で戯れていた時、当時皇太子であった司馬衷がやって来て諸皇子の手を取った。次に司馬衷は司馬遹が自分の子であると気づかずにその手を取ったが、司馬炎が「それは汝の子であるぞ」と言うと、司馬衷は気づいて手を離したという。
- ある時、華林園で蛙の声を聞くと、司馬衷は側近の者へ「この蛙は公事のために鳴いているのか、それとも私事のために鳴いているのか」と尋ねた。すると、ある者がからかって「公有地にいるときは公のために、私有地にいるときは私のために鳴いているのですぞ」と返したという（『晋書』巻4、恵帝紀）[8]。
- 天下が荒れ果てて、穀物がないため民衆が餓死していると聞いた司馬衷は「何ぞ肉糜を食わざるや（何故挽肉で作った粥を食べぬのか）」と言った（『晋書』巻4、恵帝紀）[8][9]。
- 八王の乱において多数の詔書が出されたが、その多くが偽詔であるいは自筆とは言え賈后ら周辺の意向で書かされたものであった。その証拠に司馬倫が作成させた偽詔を奉じて司馬冏が賈后を逮捕に訪れた際に、詔書によって賈后を逮捕しに来たことを告げた司馬冏に対して賈后が「詔勅はこの私から出る筈である。（私の手を経ないものが）どうして詔勅であることがあろうか」と反論したと伝えられている（『晋書』巻31后妃伝・恵賈皇后伝）[10]。

『晋書』は恵帝を暗愚な皇帝として描いており、「不才の子」と評した。後に王夫之は『読通鑑論』で更に酷評し「歴代の皇帝の中でも匹敵するものがない愚か者」「土木偶人の孱主」（土や木の人形同然の粗末な皇帝）と切り捨てている。また、元妻の羊献容からは「亡国の暗夫」と罵られた。一方で擁護論も有る。司馬光は前述した嵆紹の死に関する話から、「実は司馬衷は暗愚ではなく、暗愚を装っていたのではないか」と擁護論を唱えた。 

### 治世
司馬衷が即位して以降、諸々の政策は全て群臣から出されるようになった。八王の乱に際しては多数の詔書が出されたが、その多くが偽詔かもしくは無理矢理書かされたものであった。綱紀は大いに乱れ、賄賂が公に行われ、貴族の家柄は他者を軽んじ、忠賢の道は断絶した。讒言・邪説をなす者ばかりが得をし、さらに彼らは互いに推挙し合うので、天下の人々はこれを、互いに市を為していると言い立ったという。高平王司馬沈は『釈時論』を、南陽出身の魯褒が『銭神論』を、廬江出身の杜嵩が『任氏春秋』を著したが、これらはみな当時の政治腐敗を憂いたものであった。

## 宗室
- 『晋書』本紀巻1～10、列伝巻7・8・29・44・68・69による
- 太字は皇帝（追贈含む）、数字は即位順。
- 灰網掛けは八王の乱にて殺害された人物。

|                 |                 |                 |                 |                 |                 |  |  |                 |                 |                 |                 |                 |                 |  |  |                 |                 |                 |                 |                 |                 |  |  |               |               |               |               |               |               |  |  | 舞陽侯 司馬防 |               |               |               |               |               |  |  |               |               |               |               |               |               |  |  |                |                |                |                |                |                |  |  |                |                |                |                |                |                |  |  |                 |                 |                 |                 |                 |                 |  |  |               |               |               |               |               |               |  |  |  |  |  |  |  |  |  |  |  |  |  |  |  |  |  |  |  |  |  |  |  |  |  |  |  |  |  |  |  |  |  |  |  |  |  |  |  |  |  |  |  |  |  |  |  |  |  |  |
|                 |                 |                 |                 |                 |                 |  |  |                 |                 |                 |                 |                 |                 |  |  |                 |                 |                 |                 |                 |                 |  |  |               |               |               |               |               |               |  |  |               |               |               |               |               |               |  |  |               |               |               |               |               |               |  |  |                |                |                |                |                |                |  |  |                |                |                |                |                |                |  |  |                 |                 |                 |                 |                 |                 |  |  |               |               |               |               |               |               |  |  |  |  |  |  |  |  |  |  |  |  |  |  |  |  |  |  |  |  |  |  |  |  |  |  |  |  |  |  |  |  |  |  |  |  |  |  |  |  |  |  |  |  |  |  |  |  |  |  |
|                 |                 |                 |                 |                 |                 |  |  |                 |                 |                 |                 |                 |                 |  |  |                 |                 |                 |                 |                 |                 |  |  |               |               |               |               |               |               |  |  |               |               |               |               |               |               |  |  |               |               |               |               |               |               |  |  |                |                |                |                |                |                |  |  |                |                |                |                |                |                |  |  |                 |                 |                 |                 |                 |                 |  |  |               |               |               |               |               |               |  |  |  |  |  |  |  |  |  |  |  |  |  |  |  |  |  |  |  |  |  |  |  |  |  |  |  |  |  |  |  |  |  |  |  |  |  |  |  |  |  |  |  |  |  |  |  |  |  |  |
|                 |                 |                 |                 |                 |                 |  |  |                 |                 |                 |                 |                 |                 |  |  | (追)宣帝 司馬懿 | (追)宣帝 司馬懿 | (追)宣帝 司馬懿 | (追)宣帝 司馬懿 | (追)宣帝 司馬懿 | (追)宣帝 司馬懿 |  |  |               |               |               |               |               |               |  |  |               |               |               |               |               |               |  |  |               |               |               |               |               |               |  |  | 安平王 司馬孚  | 安平王 司馬孚  | 安平王 司馬孚  | 安平王 司馬孚  | 安平王 司馬孚  | 安平王 司馬孚  |  |  |                |                |                |                |                |                |  |  | 東武城侯 司馬馗 | 東武城侯 司馬馗 | 東武城侯 司馬馗 | 東武城侯 司馬馗 | 東武城侯 司馬馗 | 東武城侯 司馬馗 |  |  |               |               |               |               |               |               |  |  |  |  |  |  |  |  |  |  |  |  |  |  |  |  |  |  |  |  |  |  |  |  |  |  |  |  |  |  |  |  |  |  |  |  |  |  |  |  |  |  |  |  |  |  |  |  |  |  |
|                 |                 |                 |                 |                 |                 |  |  |                 |                 |                 |                 |                 |                 |  |  | (追)宣帝 司馬懿 | (追)宣帝 司馬懿 | (追)宣帝 司馬懿 | (追)宣帝 司馬懿 | (追)宣帝 司馬懿 | (追)宣帝 司馬懿 |  |  |               |               |               |               |               |               |  |  |               |               |               |               |               |               |  |  |               |               |               |               |               |               |  |  | 安平王 司馬孚  | 安平王 司馬孚  | 安平王 司馬孚  | 安平王 司馬孚  | 安平王 司馬孚  | 安平王 司馬孚  |  |  |                |                |                |                |                |                |  |  | 東武城侯 司馬馗 | 東武城侯 司馬馗 | 東武城侯 司馬馗 | 東武城侯 司馬馗 | 東武城侯 司馬馗 | 東武城侯 司馬馗 |  |  |               |               |               |               |               |               |  |  |  |  |  |  |  |  |  |  |  |  |  |  |  |  |  |  |  |  |  |  |  |  |  |  |  |  |  |  |  |  |  |  |  |  |  |  |  |  |  |  |  |  |  |  |  |  |  |  |
|                 |                 |                 |                 |                 |                 |  |  |                 |                 |                 |                 |                 |                 |  |  |                 |                 |                 |                 |                 |                 |  |  |               |               |               |               |               |               |  |  |               |               |               |               |               |               |  |  |               |               |               |               |               |               |  |  |                |                |                |                |                |                |  |  |                |                |                |                |                |                |  |  |                 |                 |                 |                 |                 |                 |  |  |               |               |               |               |               |               |  |  |  |  |  |  |  |  |  |  |  |  |  |  |  |  |  |  |  |  |  |  |  |  |  |  |  |  |  |  |  |  |  |  |  |  |  |  |  |  |  |  |  |  |  |  |  |  |  |  |
| (追)景帝 司馬師 | (追)景帝 司馬師 | (追)景帝 司馬師 | (追)景帝 司馬師 | (追)景帝 司馬師 | (追)景帝 司馬師 |  |  | (追)文帝 司馬昭 | (追)文帝 司馬昭 | (追)文帝 司馬昭 | (追)文帝 司馬昭 | (追)文帝 司馬昭 | (追)文帝 司馬昭 |  |  | 汝南王 司馬亮   | 汝南王 司馬亮   | 汝南王 司馬亮   | 汝南王 司馬亮   | 汝南王 司馬亮   | 汝南王 司馬亮   |  |  | 琅邪王 司馬伷 | 琅邪王 司馬伷 | 琅邪王 司馬伷 | 琅邪王 司馬伷 | 琅邪王 司馬伷 | 琅邪王 司馬伷 |  |  | 梁王 司馬肜   | 梁王 司馬肜   | 梁王 司馬肜   | 梁王 司馬肜   | 梁王 司馬肜   | 梁王 司馬肜   |  |  | 趙王 司馬倫   | 趙王 司馬倫   | 趙王 司馬倫   | 趙王 司馬倫   | 趙王 司馬倫   | 趙王 司馬倫   |  |  | 太原王 司馬瓌  | 太原王 司馬瓌  | 太原王 司馬瓌  | 太原王 司馬瓌  | 太原王 司馬瓌  | 太原王 司馬瓌  |  |  |                |                |                |                |                |                |  |  | 高密王 司馬泰   | 高密王 司馬泰   | 高密王 司馬泰   | 高密王 司馬泰   | 高密王 司馬泰   | 高密王 司馬泰   |  |  |               |               |               |               |               |               |  |  |  |  |  |  |  |  |  |  |  |  |  |  |  |  |  |  |  |  |  |  |  |  |  |  |  |  |  |  |  |  |  |  |  |  |  |  |  |  |  |  |  |  |  |  |  |  |  |  |
| (追)景帝 司馬師 | (追)景帝 司馬師 | (追)景帝 司馬師 | (追)景帝 司馬師 | (追)景帝 司馬師 | (追)景帝 司馬師 |  |  | (追)文帝 司馬昭 | (追)文帝 司馬昭 | (追)文帝 司馬昭 | (追)文帝 司馬昭 | (追)文帝 司馬昭 | (追)文帝 司馬昭 |  |  | 汝南王 司馬亮   | 汝南王 司馬亮   | 汝南王 司馬亮   | 汝南王 司馬亮   | 汝南王 司馬亮   | 汝南王 司馬亮   |  |  | 琅邪王 司馬伷 | 琅邪王 司馬伷 | 琅邪王 司馬伷 | 琅邪王 司馬伷 | 琅邪王 司馬伷 | 琅邪王 司馬伷 |  |  | 梁王 司馬肜   | 梁王 司馬肜   | 梁王 司馬肜   | 梁王 司馬肜   | 梁王 司馬肜   | 梁王 司馬肜   |  |  | 趙王 司馬倫   | 趙王 司馬倫   | 趙王 司馬倫   | 趙王 司馬倫   | 趙王 司馬倫   | 趙王 司馬倫   |  |  | 太原王 司馬瓌  | 太原王 司馬瓌  | 太原王 司馬瓌  | 太原王 司馬瓌  | 太原王 司馬瓌  | 太原王 司馬瓌  |  |  |                |                |                |                |                |                |  |  | 高密王 司馬泰   | 高密王 司馬泰   | 高密王 司馬泰   | 高密王 司馬泰   | 高密王 司馬泰   | 高密王 司馬泰   |  |  |               |               |               |               |               |               |  |  |  |  |  |  |  |  |  |  |  |  |  |  |  |  |  |  |  |  |  |  |  |  |  |  |  |  |  |  |  |  |  |  |  |  |  |  |  |  |  |  |  |  |  |  |  |  |  |  |
|                 |                 |                 |                 |                 |                 |  |  |                 |                 |                 |                 |                 |                 |  |  |                 |                 |                 |                 |                 |                 |  |  |               |               |               |               |               |               |  |  |               |               |               |               |               |               |  |  |               |               |               |               |               |               |  |  |                |                |                |                |                |                |  |  |                |                |                |                |                |                |  |  |                 |                 |                 |                 |                 |                 |  |  |               |               |               |               |               |               |  |  |  |  |  |  |  |  |  |  |  |  |  |  |  |  |  |  |  |  |  |  |  |  |  |  |  |  |  |  |  |  |  |  |  |  |  |  |  |  |  |  |  |  |  |  |  |  |  |  |
| 斉王 司馬攸     | 斉王 司馬攸     | 斉王 司馬攸     | 斉王 司馬攸     | 斉王 司馬攸     | 斉王 司馬攸     |  |  | (1)武帝 司馬炎  | (1)武帝 司馬炎  | (1)武帝 司馬炎  | (1)武帝 司馬炎  | (1)武帝 司馬炎  | (1)武帝 司馬炎  |  |  |                 |                 |                 |                 |                 |                 |  |  | 琅邪王 司馬覲 | 琅邪王 司馬覲 | 琅邪王 司馬覲 | 琅邪王 司馬覲 | 琅邪王 司馬覲 | 琅邪王 司馬覲 |  |  |               |               |               |               |               |               |  |  |               |               |               |               |               |               |  |  | 河間王 司馬顒  | 河間王 司馬顒  | 河間王 司馬顒  | 河間王 司馬顒  | 河間王 司馬顒  | 河間王 司馬顒  |  |  | 東海王 司馬越  | 東海王 司馬越  | 東海王 司馬越  | 東海王 司馬越  | 東海王 司馬越  | 東海王 司馬越  |  |  | 新蔡王 司馬騰   | 新蔡王 司馬騰   | 新蔡王 司馬騰   | 新蔡王 司馬騰   | 新蔡王 司馬騰   | 新蔡王 司馬騰   |  |  | 南陽王 司馬模 | 南陽王 司馬模 | 南陽王 司馬模 | 南陽王 司馬模 | 南陽王 司馬模 | 南陽王 司馬模 |  |  |  |  |  |  |  |  |  |  |  |  |  |  |  |  |  |  |  |  |  |  |  |  |  |  |  |  |  |  |  |  |  |  |  |  |  |  |  |  |  |  |  |  |  |  |  |  |  |  |
| 斉王 司馬攸     | 斉王 司馬攸     | 斉王 司馬攸     | 斉王 司馬攸     | 斉王 司馬攸     | 斉王 司馬攸     |  |  | (1)武帝 司馬炎  | (1)武帝 司馬炎  | (1)武帝 司馬炎  | (1)武帝 司馬炎  | (1)武帝 司馬炎  | (1)武帝 司馬炎  |  |  |                 |                 |                 |                 |                 |                 |  |  | 琅邪王 司馬覲 | 琅邪王 司馬覲 | 琅邪王 司馬覲 | 琅邪王 司馬覲 | 琅邪王 司馬覲 | 琅邪王 司馬覲 |  |  |               |               |               |               |               |               |  |  |               |               |               |               |               |               |  |  | 河間王 司馬顒  | 河間王 司馬顒  | 河間王 司馬顒  | 河間王 司馬顒  | 河間王 司馬顒  | 河間王 司馬顒  |  |  | 東海王 司馬越  | 東海王 司馬越  | 東海王 司馬越  | 東海王 司馬越  | 東海王 司馬越  | 東海王 司馬越  |  |  | 新蔡王 司馬騰   | 新蔡王 司馬騰   | 新蔡王 司馬騰   | 新蔡王 司馬騰   | 新蔡王 司馬騰   | 新蔡王 司馬騰   |  |  | 南陽王 司馬模 | 南陽王 司馬模 | 南陽王 司馬模 | 南陽王 司馬模 | 南陽王 司馬模 | 南陽王 司馬模 |  |  |  |  |  |  |  |  |  |  |  |  |  |  |  |  |  |  |  |  |  |  |  |  |  |  |  |  |  |  |  |  |  |  |  |  |  |  |  |  |  |  |  |  |  |  |  |  |  |  |
|                 |                 |                 |                 |                 |                 |  |  |                 |                 |                 |                 |                 |                 |  |  |                 |                 |                 |                 |                 |                 |  |  |               |               |               |               |               |               |  |  |               |               |               |               |               |               |  |  |               |               |               |               |               |               |  |  |                |                |                |                |                |                |  |  |                |                |                |                |                |                |  |  |                 |                 |                 |                 |                 |                 |  |  |               |               |               |               |               |               |  |  |  |  |  |  |  |  |  |  |  |  |  |  |  |  |  |  |  |  |  |  |  |  |  |  |  |  |  |  |  |  |  |  |  |  |  |  |  |  |  |  |  |  |  |  |  |  |  |  |
| 斉王 司馬冏     | 斉王 司馬冏     | 斉王 司馬冏     | 斉王 司馬冏     | 斉王 司馬冏     | 斉王 司馬冏     |  |  | (2)恵帝 司馬衷  | (2)恵帝 司馬衷  | (2)恵帝 司馬衷  | (2)恵帝 司馬衷  | (2)恵帝 司馬衷  | (2)恵帝 司馬衷  |  |  | 楚王 司馬瑋     | 楚王 司馬瑋     | 楚王 司馬瑋     | 楚王 司馬瑋     | 楚王 司馬瑋     | 楚王 司馬瑋     |  |  | 淮南王 司馬允 | 淮南王 司馬允 | 淮南王 司馬允 | 淮南王 司馬允 | 淮南王 司馬允 | 淮南王 司馬允 |  |  | 長沙王 司馬乂 | 長沙王 司馬乂 | 長沙王 司馬乂 | 長沙王 司馬乂 | 長沙王 司馬乂 | 長沙王 司馬乂 |  |  | 成都王 司馬穎 | 成都王 司馬穎 | 成都王 司馬穎 | 成都王 司馬穎 | 成都王 司馬穎 | 成都王 司馬穎 |  |  | (3)懐帝 司馬熾 | (3)懐帝 司馬熾 | (3)懐帝 司馬熾 | (3)懐帝 司馬熾 | (3)懐帝 司馬熾 | (3)懐帝 司馬熾 |  |  | 呉王 司馬晏    | 呉王 司馬晏    | 呉王 司馬晏    | 呉王 司馬晏    | 呉王 司馬晏    | 呉王 司馬晏    |  |  |                 |                 |                 |                 |                 |                 |  |  | 南陽王 司馬保 | 南陽王 司馬保 | 南陽王 司馬保 | 南陽王 司馬保 | 南陽王 司馬保 | 南陽王 司馬保 |  |  |  |  |  |  |  |  |  |  |  |  |  |  |  |  |  |  |  |  |  |  |  |  |  |  |  |  |  |  |  |  |  |  |  |  |  |  |  |  |  |  |  |  |  |  |  |  |  |  |
| 斉王 司馬冏     | 斉王 司馬冏     | 斉王 司馬冏     | 斉王 司馬冏     | 斉王 司馬冏     | 斉王 司馬冏     |  |  | (2)恵帝 司馬衷  | (2)恵帝 司馬衷  | (2)恵帝 司馬衷  | (2)恵帝 司馬衷  | (2)恵帝 司馬衷  | (2)恵帝 司馬衷  |  |  | 楚王 司馬瑋     | 楚王 司馬瑋     | 楚王 司馬瑋     | 楚王 司馬瑋     | 楚王 司馬瑋     | 楚王 司馬瑋     |  |  | 淮南王 司馬允 | 淮南王 司馬允 | 淮南王 司馬允 | 淮南王 司馬允 | 淮南王 司馬允 | 淮南王 司馬允 |  |  | 長沙王 司馬乂 | 長沙王 司馬乂 | 長沙王 司馬乂 | 長沙王 司馬乂 | 長沙王 司馬乂 | 長沙王 司馬乂 |  |  | 成都王 司馬穎 | 成都王 司馬穎 | 成都王 司馬穎 | 成都王 司馬穎 | 成都王 司馬穎 | 成都王 司馬穎 |  |  | (3)懐帝 司馬熾 | (3)懐帝 司馬熾 | (3)懐帝 司馬熾 | (3)懐帝 司馬熾 | (3)懐帝 司馬熾 | (3)懐帝 司馬熾 |  |  | 呉王 司馬晏    | 呉王 司馬晏    | 呉王 司馬晏    | 呉王 司馬晏    | 呉王 司馬晏    | 呉王 司馬晏    |  |  |                 |                 |                 |                 |                 |                 |  |  | 南陽王 司馬保 | 南陽王 司馬保 | 南陽王 司馬保 | 南陽王 司馬保 | 南陽王 司馬保 | 南陽王 司馬保 |  |  |  |  |  |  |  |  |  |  |  |  |  |  |  |  |  |  |  |  |  |  |  |  |  |  |  |  |  |  |  |  |  |  |  |  |  |  |  |  |  |  |  |  |  |  |  |  |  |  |
|                 |                 |                 |                 |                 |                 |  |  | 愍懐太子 司馬遹 | 愍懐太子 司馬遹 | 愍懐太子 司馬遹 | 愍懐太子 司馬遹 | 愍懐太子 司馬遹 | 愍懐太子 司馬遹 |  |  |                 |                 |                 |                 |                 |                 |  |  |               |               |               |               |               |               |  |  |               |               |               |               |               |               |  |  |               |               |               |               |               |               |  |  |                |                |                |                |                |                |  |  | (4)愍帝 司馬鄴 | (4)愍帝 司馬鄴 | (4)愍帝 司馬鄴 | (4)愍帝 司馬鄴 | (4)愍帝 司馬鄴 | (4)愍帝 司馬鄴 |  |  |                 |                 |                 |                 |                 |                 |  |  |               |               |               |               |               |               |  |  |  |  |  |  |  |  |  |  |  |  |  |  |  |  |  |  |  |  |  |  |  |  |  |  |  |  |  |  |  |  |  |  |  |  |  |  |  |  |  |  |  |  |  |  |  |  |  |  |

### 后妃
- 皇后賈南風
- 皇后羊献容（後に前趙皇帝劉曜の皇后）
- 淑妃謝玖（愍懐太子司馬遹の母。299年冬12月に謀叛罪で処刑された）

### 子女
謝玖との子
- 愍懐太子 司馬遹

賈南風との子女
- 河東公主 - 彼女が病気となると、賈南風は祈祷師に看させた。祈祷師は政令を緩和すべしと答えたので、賈南風は司馬衷の名をもって大赦を下した。賈南風の死後、孫秀の子孫会に嫁いだ。
- 始平公主
- 弘農公主 司馬宣華 - 傅祗の子である傅宣に嫁いだ。永嘉の乱により懐帝が前趙に捕らえられると、傅祗の命により司馬宣華は懐帝奪還の為の義軍を募ったという。
- 哀献皇女 司馬女彦 - 8歳の時亡くなった。非常に聡明であり、書学に長けており詩文を書くことが出来たという。賈南風は彼女を寵愛していたので、死の間際に公主に封じようとしたが、司馬女彦は「我は幼く、成人しておりません。公主の礼は不用です」と言い残した。彼女の死後、賈南風は非常に悲しみ、遺言通り公主には封じなかったが、長公主の礼儀をもって喪を執り行った。
- 清河公主 - 『太平御覧』では、羊献容の娘とされている。永嘉の乱が起こると呉興に売り飛ばされ、銭温という人物の奴隷とされた。東晋が成立すると彼女は助け出され、臨海公主に改封されて宗正曹統に嫁いだ。

## 在位中の年号
1. 永熙（290年4月-12月）
2. 永平（291年1月-3月）
3. 元康（291年3月-299年末）
4. 永康（300年-301年4月）
5. 永寧（301年4月-302年11月）
6. 太安（302年12月-303年末）
7. 永安（304年1月-7月）
8. 建武（304年7月-11月）
9. 永安（304年11月-12月）
10. 永興（304年12月-306年6月）
11. 光熙（306年6月-12月）崩御は11月だが、次帝による改元は翌年正月。